# 水澤史繪
水澤史繪（日语：／ Mizusawa Fumie，1980年1月9日—），日本女性配音員、演員。現青二Production所屬。出身於栃木縣宇都宮市。血型O型。

## 經歷
- 勝田聲優學院15期學生。之後則加入野澤雅子所辦的劇團。
- 2003年出演电视动画《死体兵》的Kiri Mariarette，正式声优出道。
- 2005年加入Sigma Seven，與原劇團並行（不久后退團）。
- 2008年末因喉息肉而動手術住院，之後平安出院。
- 2011年4月17日，在自己的博客上公布结婚的消息。同年起，开始尝试写小说，并参加由集英社发行的杂志《Cobalt》主办的“罗曼大赏”，并被杂志编辑看中。
- 2012年12月1日，在《Cobalt》(集英社)2013年1月刊上正式刊载小说《猫大人的礼物》(猫様のギフト)，正式以小说家身份出道。
- 2014年6月25日，新作轻小说《神乐坂G7窘困咖啡店救出作战会议》正式发行销售，为水泽个人首本正式发行的轻小说。
- 2015年11月7日，在个人博客上宣布了自己已离婚的消息。
- 2019年11月30日退出Sigma Seven，并加入青二事务所。

## 人物
- 从儿童到少年、少女、成人和动物，在动画中扮演各种角色，也为综艺节目和信息节目进行解说。
- 兴趣爱好是DIY、点心制作等，不过，本人有过“为每年爱好变化的而重写爱好的事感到为难”这样的话。
- 特长是洋裁、萨克斯演奏和模仿吉川日奈的表演。
- 性格豪爽，曾作出从东京站的自动扶梯滑下的举动。
- 将每天更新博客作为信条，2008年12月2日开始，因博客搬家每天更新休止，2009年1月16日博客再开，不再拘泥于每日更新。博客设计也随着重新开放而改变，再开的博客版头插图也是自己作画的。
- 與松來未祐的交情很好，常在廣播裡面提到她，或是邀請她上廣播節目。同樣的，在松來的廣播裡也有類似的情況。
- 因為《交响诗篇》的關係與共演的小清水亞美及三瓶由布子交情很好。雖然水澤年紀比這兩位大了六年，但這兩位聲優仍然會以名「史繪」親暱的稱呼。
- 因与事务所的水树奈奈因共同出演动画《光之美少女Heartcatch》而交情加深，2010年水树奈奈的个人演唱会特地请了水泽担任嘉宾。
- 在網誌上常常可以看到大浦冬華、名塚佳織、吉田小百合出現。

## 演出作品

### 電視動畫
2003年
- Divergence Eve（キリ・マリアレーテ）

2004年
- 御伽草子（源光）
- 棒球大聯盟（真島）

2005年
- ARIA The ANIMATION（下級生）
- 交响诗篇（林克）
- 光之美少女 Max Heart（加賀山美羽）

2006年
- 魔女之刃（ナナコ）
- 童話槍手小紅帽（魔法學校學生）
- 鍵姫物語 永久アリス輪舞曲（店員）
- 銀河天使II（サトウさん・タナカさん・スズキさんたち）
- SIMOUN
- 我的裘可妹妹（ユキの母（安岡の妻））
- TOKYO TRIBE2（ケイ）
- Fate/stay night（美綴綾子）
- ×××HOLiC（占卜館的占卜師、女高中生（エンゼル）C、其他）
- Project BLUE 地球SOS（マギー）
- 無敵看板娘（先生、選手3、母親、女）

2007年
- 地獄少女 二籠（たみ、藍田伊智子）
- 神曲奏界（コチーノ）
- 天翔少女（九堂じゅりあ）
- （幼年天使）
- DARKER THAN BLACK -黑之契約者-（エリカ、朋友、王理花、研究員A、河上）
- 逮捕令Full Throttle（女性客、一輝 #16）
- 奔向地球（ルリ、（幼少））
- 桃華月憚（みはし）
- 暮蟬悲鳴時解（惠理子）
- 羅密歐×茱麗葉（朱麗葉）

2008年
- 狂亂家族日記（桃草愛智）
- 钢铁新娘（南野良太、小林玉子的朋友）
- 二十面相少女（アンジー、記者A）
- BAMBOO BLADE（青木）
- 美肌一族（イド、秘書）
- 蒼色騎士（約翰）
- PERSONA -trinity soul-（田坂悠美）
- 藥師寺涼子怪奇事件簿（松村）

2009年
- 海豹寶寶（豆川ゆい）
- 你好 安妮 ～Before Green Gables（美雅麗・愛默生）
- 洋蔥和尚朝太郎（ぐみかんざしのおきよ）

2010年
- 王牌投手 振臂高揮（榮口的姊姊）
- Heartcatch 光之美少女！（來海繪里香/海洋天使）

2011年
- 青之驅魔師（今井、鬼魂）
- （公安・月野）
- FreeZing（艾莉茲·史密茨）
- WORKING'!!（北原律子）

2012年
- 王者天下（蒙毅）
- 激戰！彈珠人eS（蜂須賀滿）
- 絕園的暴風雨（小孩A）

2013年
- 王者天下2（蒙毅）
- 召喚惡魔Z（瑪莉亞 #10）

2014年
- 哆啦A夢（水田山葵版）（小孩子）
- Fate/stay night（ufotable版）（美綴綾子）

2019年
- 路人超能100 II（衝刺婆婆）
- 七大罪 眾神的逆鱗（索拉席德【大人】）
- 逆转裁判 ～对这个“真实”，有异议！～（美柳勇希）

2020年
- 鬼太郎第6期（壬生陽子）
- 櫻桃小丸子（語り）
- 航海王－和之國篇（阿蝶）

2021年
- Tropical-Rouge！光之美少女（來海繪里香/海洋天使）
- ABCiee修业日记（蚬小姐、鲇美小姐、ABCiee妈妈）

2022年
- 名偵探柯南（司徒友嘉）
- 數碼寶貝幽靈遊戲（小櫻）

### 劇場版動畫
2006年
- 銀髮阿基德

2009年
- 交响诗篇 彩虹满载 -（吉洁特、林克）

2010年
- 光之美少女 All Stars DX2 希望之光☆守護彩虹寶石！ -（來海繪里香/海洋天使）
- HeartCatch 光之美少女！超級時尚秀在花之都...真的嗎！？ -（來海繪里香/海洋天使）

2011年
- 光之美少女 All Stars DX3 傳達到未來！連結世界☆彩虹之花！ -（來海繪里香/海洋天使）

2012年
- 光之美少女 All Stars New Stage 未来的朋友 -（來海繪里香/海洋天使）

2013年
- 光之美少女 All Stars New Stage2 心之朋友 -（來海繪里香/海洋天使）

2014年
- 光之美少女 All Stars New Stage3 永远的朋友 -（來海繪里香/海洋天使）

2015年
- 光之美少女 All Stars 春之嘉年华♪ -（來海繪里香/海洋天使）

2016年
- 光之美少女 All Stars 大家歌唱吧♪奇迹的魔法！ -（來海繪里香/海洋天使）

2017年
- 光之美少女 Dream Stars! -（來海繪里香/海洋天使）

2018年
- HUG！光之美少女♡光之美少女 All Stars Memories -（來海繪里香/海洋天使）

2020年
- Fate/stay night [Heaven's Feel] Ⅲ.spring song -（美缀绫子）

2021年
- Tropical-Rouge！光之美少女 雪之公主与奇迹的戒指！ -（來海繪里香/海洋天使）
- 交响诗篇 Hi-Evolution -（吉洁特）

### 網路動畫
- 亡念之扎姆德（檜丸）

2018年
- 衛宮家今天的餐桌風景（美綴綾子）

### 外語配音
- 花樣少年少女 (台灣電視劇)（蘆屋瑞稀）

### 遊戲
2003年
- 小鳩鳩丘高校女子拳鬥部（日语：小鳩ヶ丘高校女子ぐろ〜部 Gleam of Force）（伊達双花）

2007年
- Another Century's Episode 3 THE FINAL（ギジェット）
- SIMOUN～异蔷薇战争（日语：SIMOUN 异蔷薇戦争~封印のリ・マージョン~）（ワポーリフ、ギリー）
- BALDR BULLET（赦尼娜）
- Fate/stay night [Realta Nua]（美綴綾子）
- バルドバレット イクリブリアム（セレナ・ジェルディ）

2008年
- 超级机器人大战Z（ギジェット）

2009年
- 超级机器人大战NEO（大空マイ）

2011年
- 第2次超级机器人大战Z 破界篇（大空マイ）
- ルーンファクトリーオーシャンズ rune factory oceans (セーラ)
- 给下一个牺牲者的死亡通告（笹木 美紀（ささき みき））

2012年
- 勇气默示录（Bravely Default Flying Fairy）（プリン・ア・ラ・モード、エギル・マイヤー）
- 爱夏的炼金工房 ～黄昏大地之炼金术士～（瑞吉娜·柯堤丝）

2013年
- 勇气默示录：For the Sequel（プリン・ア・ラ・モード、エギル・マイヤー）
- 超级机器人大战Operation Extend（大空マイ）

2014年
- Fate/hollow ataraxia（美綴綾子）

2020年
- 碧蓝航线（鹰）

### 廣播
- （文化放送Internet Radio：2006年4月－6月30日更新分最終回）
- （音泉：2007年4月13日－10月5日）
- （超!A&G+：2007年9月6日－2009年4月2日）

### 電影
- 立喰師列伝（トモエ）
- 卢旺达饭店（パット・アーチャー）

### 舞台
- （龍澤菊江）
- （翔子）

### Drama CD
- Drama CD CLANNAD Vol.2 一之瀨琴美（岡崎朋也（少年））

## 外部連結
- （日語） 水沢史絵『Fumie's Blog』 （页面存档备份，存于），本身的網誌。
- （日語） 水沢 史絵｜株式会社シグマ・セブン，事務所上的介紹頁。
- （日語） 水沢 史絵｜株式会社青二プロダクション （页面存档备份，存于），事務所上的介紹頁。